# Potentilla sulphurascens
Potentilla sulphurascens är en rosväxtart som beskrevs av Hand.-mazz.. Potentilla sulphurascens ingår i Fingerörtssläktet som ingår i familjen rosväxter. Inga underarter finns listade i Catalogue of Life.